# Харадзе, Евгений Кириллович
Евгений Кириллович Харадзе (груз. ევგენი კირილეს ძე ხარაძე, 1907—2001) — советский и грузинский астроном, академик АН СССР и АН Грузинской ССР.

## Биография
Родился в Тбилиси, в 1930 окончил Тбилисский университет. В 1931—1934 — аспирант Астрономического института в Ленинграде. Кандидат физико-математических наук (1936), доктор физико-математических наук (1948). В 1932—1992 — директор Абастуманской астрофизической обсерватории АН ГССР, с 1992 — её почётный директор.
В 1937—1972 — заведующий кафедрой астрономии Тбилисского университета, в 1959—1965 — ректор Тбилисского университета. Академик Академии наук Грузинской ССР с 1955 года. С 3 мая 1972 года по 20 января 1978 года — вице-президент, с 20 января 1978 года по 15 октября 1986 года — президент Академии Наук Грузинской ССР.
Академик АН СССР с 1984. Заслуженный деятель науки Грузинской ССР (1961).
Депутат Верховного Совета СССР 9—11 созывов.

## Вклад в науку
Основные труды посвящены изучению межзвездного поглощения света звезд. Провёл исследования межзвездного поглощения в различных направлениях в Галактике и структуры Галактики с учётом этого поглощения. В 1952 составил каталог показателей цвета 14 000 звезд в избранных площадках Каптейна. Построил для каждой площадки графики зависимости поглощения света от расстояния до Солнца. Вывел числовые параметры поглощения (коэффициент общего поглощения, переводной множитель для избытка цвета, среднюю толщину галактического приэкваториального слоя), подтвердил существование пояса Гулда, указал на асимметрию распределения поглощающего пылевого вещества в приэкваториальной зоне Галактики. Разработанная под его руководством методика спектральных классификаций звезд позволила определить классы более 100 тысяч звезд и стала рабочей для многих обсерваторий.
Обнаружил зависимость сдвигов линий в спектре P Лебедя от потенциала ионизации соответствующих химических элементов. Указал на существование вариаций ширин профилей бальмеровых линий во фраунгоферовом спектре Солнца, зависящих от солнечной активности.
Председатель комиссии звездной астрономии Астрономического совета АН СССР (1960—1973), председатель Бюро проблемной секции Астрономического совета АН СССР «Физика и эволюция галактик и метагалактики» (с 1979), вице-президент Международного астрономического союза (1976—1982).
Автор более 70 научных публикаций, а также университетского и школьного учебников по астрономии.
Вёл большую педагогическую деятельность, был руководителем многих кандидатских и докторских диссертаций.
В честь Е. К. Харадзе назван астероид главного пояса (2147) Харадзе (лат. Kharadze), открытый 25 октября 1976 год датским астрономом Ричардом Вестом, который в своё время был аспирантом Харадзе.